# هانز باومگارتنر
هانز باومگارتنر (آلمانی: Hans Baumgartner؛ زادهٔ ۳۰ مهٔ ۱۹۴۹) ورزشکار پرش طول اهل آلمان است.